# Cinema dels Països Baixos
El cinema de Països Baixos és una indústria que produeix al voltant de vint pel·lícules per any. Tres pel·lícules neerlandeses han guanyat l'Oscar a la millor pel·lícula de parla no anglesa: L'assalt (De aanslag), Antonia i Caràcter (Karakter).

## Història

### (1896 - 1910)
La primera projecció cinematogràfica als Països Baixos va tenir lloc el 12 de març de 1896 en una tenda buida a Amsterdam. Els responsables d'aquesta projecció van ser els germans francesos Auguste i Louis Lumière. La seva companyia va mostrar les mateixes pel·lícules que a París, el 28 de desembre de 1895. En aquest dia va néixer el cinema oficialment. Les pel·lícules eren realistes i curtes, van durar alguns minuts. El món cinematogràfic estaba dominat pels productors-exhibidors. Aquest grup estava format per directors de teatre i circ, que van veure el cinema com un complement divertit dels programes d'activitats ja existents. Així es van crear els cinemes itinerants, que van passar per les fires. La seva època d'esplendor es troba entre 1903 i 1908.

### Període d'esplendor (1912 - 1922)
La Primera Guerra Mundial va canviar de signe la indústria cinematogràfica. La persona més important d'aquesta època va ser Maurits Binger. Va ser el fundador de la fàbrica de pel·lícules Hollandia, la companyia més gran de producció i distribució en aquest àmbit fins a l'any 1922.
El 1919 Hollandia va tancar la secció de documentals. Aquesta es va independitzar i va canviar el nom en Polygoon, que, al costat de la companyia Haghe Film, es va convertir en una de les grans potències de la indústria. Es van crear pel·lícules educatives i informatius, anuncis i notícies, els gèneres més importants als Països Baixos després de la Guerra. Després de la mort de Binger, el 9 d'abril de 1923, Hollandia es va declarar en fallida, ja que Binger va ser el principal finançador de l'empresa. Això va resultar com la fi de l'època d'esplendor.
Durant aquests anys, es van crear dues associacions que van tenir gran importància al món cinematogràfic: d'un costat el 18 de maig de 1918 la Junta de Cinemes dels Països Baixos (Nederlandse Bioscoopbond), avui amb el nom Associació neerlandes de les sales de cinema (Nederlandse Vereniging van Bioscopen en Filmtheaters) i de l'altre costat el 13 de maig de 1827 la Lliga de Pel·lícules Neerlandeses (Nederlandse Filmliga). Entre els fundadors es van trobar l'escriptor Menno ter Braak i el cineasta Joris Ivens, que van tenir una visió renovadora de les pel·lícules.

### L'Escola de Documentals
Els Països Baixos es van conèixer a l'estranger sobretot per la seva producció de documentals. El documentalista més influent va ser Joris Ivens. Va començar la seva carrera amb la producció de pel·lícules experimentals sobre l'art, com El pont (De brug) i Pluja (Regen). Ivens era comunista i va passar gran part de la seva vida a Rússia i altres països d'Europa Oriental. Però també va rodar a Amèrica, Xina, Austràlia i Espanya.
Després de la Segona Guerra Mundial van arribar a ser coneguts els documentalistes Herman van der Horst i Ben Haanstra. Aquest últim va guanyar el primer Óscar guanyat per una pel·lícula d'origen neerlandès, en la categoria pel·lícula curta. Haanstra va aconseguir molta fama amb la producció de documentals clàssics, entre els quals destaca Alleman. La seva pel·lícula de ficció més coneguda va serla comèdia Fanfare, encara una de les pel·lícules més vistes de tots els temps als Països Baixos. La reputació dels neerlandesos com a documentalistes va seguir amb Johan van der Keuken, qui va trencar amb l'estil dels seus antecessors.

### 1958, un any clau
En aquest any es crea una escola, l'Acadèmia de Cinema dels Països Baixos (Nederlandse Filmacademie) a Amsterdam, des de 1987 integrada com una facultat en l'Escola Superior de les Arts d'Amsterdam. Inicialment, la formació tenia tres branques: una branca artística amb assignatures com a direcció i guió, una branca tècnica amb assignatures com a muntatge i so, i una branca de producció. Entre les primeres promocions de l'Acadèmia es van trobar, entre d'altres, Pim de la Parra i Wim Verstappen, més coneguts com el duo Pim i Wim. Amb el seu estil renovador van tenir gran importància en la indústria cinematogràfica. El 1963 an crear la revista Skoop junts amb Gied Jaspers i Nikolai van der Heyde, dedicada al cinema i dos anys més tard van crear la seva productora Scorpio Films. Van tenir molts problemes amb la Filmkeuring, el servei públic que avaluava cada film i que podia prohibir pel·lícules amb contingut «inapropiat», sobretot de caràcter sexual. Aquest servei va existir fins 1977, quan el 5 de gener es va abolir qualsevol censura per a adults i es va reemplaçar per una indicació de categoria d'edat per a les joves. «Pim i Wim» van contribuir molt a la supressió d'aquest servei obsolet i paternalista.
En aquest any també es va produir la primera pel·lícula en color: Jenny, de Willy van Hemert. També van debutar dos grans directors: Fons Rademakers, amb Poble al riu (Dorp aan de rivier), i Bert Haanstra, amb Fanfare. Avui dia, Rademakers encara és considerat com el director de cinema de ficció més important de la història del cinema dels Països Baixos. Algunes produccions seves importants van ser: Max Havelaar i L'assalt.

### Els anys 70
Aquest decenni va ser una època d'esplendor per al cinema dels Països Baixos. En aquests anys es va generalitzar la producció en color. La població va acudir als cinemes en nombre elevat i, per primera vegada en la història, es va arribar a nombres de visitants per sobre del milió.
A part de l'aparició de veritables estrelles, com Willeke van Ammelrooy, Monique van de Ven, Rutger Hauer i Jeroen Krabbé, els anys 70 es van caracteritzar per l'èxit del director Paul Verhoeven. Les pel·lícules més conegudes que va fer, abans d'anar-se a Hollywood, van ser Soldat d'Oranje (Soldaat van Oranje) i Delícies Turques (Turks fruit).

### Recessió (1980 - 1995)
En els anys 80 i principi dels anys 90, el cinema neerlandès va experimentar una forta recessió. Les visites al cinema es van reduir, i el públic va evitar la producció nacional. Solament l'1% dels beneficis mundials del cinema eren d'origen neerlandès. No obstant això, alguns fets positius del període van ser la pel·lícula Abel, d'Alex van Wamerdam, i el lliurament de tres Óscar per a millor pel·lícula estrangera, per: L'Assalt (De aanslag) de Fons Rademakers, Antonia de Marleen Gorris i Caràcter (Karakter) de Mike van Diem.
A mitjan anys noranta el cinema es va recuperar econòmicament, amb l'èxit d'algunes pel·lícules de baix pressupost, com a Germana (Zusje) de Robert Jan Westdijk i El ximple i les donzelles (Hufter en hofdames) d'Eddy Terstall.

### A partir del 2000
A partir de l'any 2000 es van tornar a crear grans èxits comercials, gràcies a unes reformes governamentals favorables. Un dels més coneguts va ser Costa. Des d'aquest moment va florir el gènere de la pel·lícula juvenil, destacant Kruimeltje, Abeltje i Pietje Bell. Després de la pel·lícula Costa, altres pel·lícules d'origen neerlandès van començar a cridar l'atenció. Avui dia, els Països Baixos coneixen molts actors i actrius com Barry Atsma, Carice van Houten, Renée Soutendijk, Monique van de Vine i Rutger Hauer. La història del cinema dels Països Baixos inclou els clàssics: Una dona arriba al metge (Komt een vrouw bij de dokter), Tot és amor (Alles is liefde) i Dones del Gooi (Gooische vrouwen).